# Victoria and Albert Museum
Victoria and Albert Museum (ofte forkortet som V&A) ligger på hjørnet af Cromwell Gardens og Exhibition Road i South Kensington, vest London, England. Det er specialiseret i anvendt og dekorativ kunst. Det har verdens største samling af dekorativ kunst, og den permanente samling indeholder 2,27 millioner genstande.
Museet blev etableret i 1852 som South Kensington Museum, efter succesen ved Verdensudstillingen i 1851. Museets første direktør var Sir Henry Cole, en utilitarist og medarrangør af verdensudstillingen. Han skaffede nogle af genstandene fra udstillingen. Oprindelig omfattede museet både kunst og videnskab og var designet til at inspirere gæsterne med eksempler på hvad der kunne opnås indenfor de to felter. Man mente på den tid at dette ville hjælpe til at forbedre indstillingen hos forbrugerne, producenterne og designerne som ville skabe en god cirkel som ville være til gavn for kulturen, og økonomien. 
I 1913 blev den videnskabelige samling skilt fra og kom til at udgøre kernen i det nyetablerede Science Museum. Siden da har museet bibeholdt sin rolle med en af verdens fineste samlinger af dekorativ kunst.